# GNAT3
GNAT3 (англ. G protein subunit alpha transducin 3) – білок, який кодується однойменним геном, розташованим у людей на короткому плечі 7-ї хромосоми. Довжина поліпептидного ланцюга білка становить 354 амінокислот, а молекулярна маса — 40 357.
| 10         |  | 20         |  | 30         |  | 40         |  | 50         |
| ---------- |  | ---------- |  | ---------- |  | ---------- |  | ---------- |
| MGSGISSESK |  | ESAKRSKELE |  | KKLQEDAERD |  | ARTVKLLLLG |  | AGESGKSTIV |
| KQMKIIHKNG |  | YSEQECMEFK |  | AVIYSNTLQS |  | ILAIVKAMTT |  | LGIDYVNPRS |
| AEDQRQLYAM |  | ANTLEDGGMT |  | PQLAEVIKRL |  | WRDPGIQACF |  | ERASEYQLND |
| SAAYYLNDLD |  | RITASGYVPN |  | EQDVLHSRVK |  | TTGIIETQFS |  | FKDLHFRMFD |
| VGGQRSERKK |  | WIHCFEGVTC |  | IIFCAALSAY |  | DMVLVEDEEV |  | NRMHESLHLF |
| NSICNHKYFS |  | TTSIVLFLNK |  | KDIFQEKVTK |  | VHLSICFPEY |  | TGPNTFEDAG |
| NYIKNQFLDL |  | NLKKEDKEIY |  | SHMTCATDTQ |  | NVKFVFDAVT |  | DIIIKENLKD |
| CGLF       |  |            |  |            |  |            |  |            |

A: Аланін

C: Цистеїн

D: Аспарагінова кислота

E: Глутамінова кислота

F: Фенілаланін

G: Гліцин

H: Гістидин

I: Ізолейцин

K: Лізин

L: Лейцин

M: Метіонін

N: Аспарагін

P: Пролін

Q: Глутамін

R: Аргінін

S: Серин

T: Треонін

V: Валін

W: Триптофан

Кодований геном білок за функцією належить до білків внутрішньоклітинного сигналінгу. 
Білок має сайт для зв'язування з нуклеотидами, іонами металів, ГТФ, іоном магнію. 
Локалізований у цитоплазмі.